# Agiortia pedicellata
Agiortia pedicellata är en ljungväxtart som först beskrevs av Cyril Tenison White, och fick sitt nu gällande namn av Christopher John Quinn. Agiortia pedicellata ingår i släktet Agiortia och familjen ljungväxter. Inga underarter finns listade i Catalogue of Life.